# Matija Picić
Matija Picić, hrvatski katolički svećenik. Kanonik na Rabu u 15. stoljeću. 
Ispisao je, potpisao i datirao listove Prve rapske pjesmarice, koju je zapisao 1471. godine.
Franjevac Bernardin Rabljanin i njegov subrat Ludovik Versalić, Šimun Klimantović i kanonik Matija Picić poznati su i izvan rapske sredine. Opravadano ih se smatra pokretačima hrvatske književne misli u ovom dijelu Hrvatske. Picić i Bernardin Rabljanin u razmaku od dvadeset godina zapisali su božićnu pjesmu U sej vrime godišća te ju možemo smatrati rapskom duhovnom i književnom tvorevinom.
Po Matiji Piciću se zove ulica na Rabu.